# Kościołków
Kościołków – osada w Polsce położona w województwie wielkopolskim, w powiecie słupeckim, w gminie Zagórów.
Na terenie wsi znajduje się tzw. Kirchol – dawny cmentarz żydowski.